# Briujóvychi
Briujóvychi (ucraniano: Брюхо́вичі; polaco: Brzuchowice) es un asentamiento de tipo urbano de Ucrania, constituido administrativamente como una pedanía de la ciudad de Leópolis en la óblast de Leópolis.
En 2017, el asentamiento tenía una población de 6315 habitantes.
Se ubica en la periferia noroccidental de Leópolis, separado de la ciudad por un espacio natural conocido como el «bosque de Briujóvychi».

## Historia
En 1415, Vladislao II Jagellón otorgó a Leópolis una gran extensión de tierras en sus alrededores para establecer pedanías. Entre estas se fundó en los años siguientes Briujóvychi, cuya existencia se conoce en documentos desde 1440. Durante siglos funcionó como una de las fortalezas que defendían los alrededores de Leópolis. En 1886 se hizo pasar por aquí el ferrocarril de Leópolis a Bełżec, lo que motivó que la clase alta de la ciudad desarrollara aquí un núcleo de viviendas de vacaciones, en torno al cual se desarrolló el «bosque de Briujóvychi». En la Segunda República Polaca, dos tercios de sus habitantes eran polacos.
La RSS de Ucrania le dio el estatus de capital distrital en 1939 (que perdió en 1957) y de asentamiento de tipo urbano en 1940. Hasta la reforma territorial de 2020, tenía su propio ayuntamiento urbano, subordinado distritalmente a la ciudad de importancia regional de Leópolis.